# Ароматизована поліграфія
Ароматичні речовини в поліграфії або аромаполіграфія — напрям у рекламній промисловості. Використовувати ароматичні речовини можна в кожній друкарні, для цього прийнятними є звичайні умови. Розвиток подібної продукції дуже перспективний і відзначається оригінальністю порівняно зі звичайними буклетами, листівками, газетами, журналами. Аромареклама може включати рекламне зображення, текст, рекламний ролик, тривимірний рекламний макет тощо. Аромат може доповнювати картинку й текст (твору, реклами) необхідною ароматичною інформацією або він може разом з візуальним образом служити способом реалізації певного художнього задуму.

## Перспективні сфери використання ароматизованої поліграфії
- Масові газети та журнали (наприклад, з рекламою косметики, кави тощо)
- Спеціалізовані газети та журнали (наприклад, часописи для садоводів з рекламою квітів тощо)
- Упаковка (може мати такий самий запах, що і виріб, наприклад шоколаду, цитрусових тощо)

## Основні напрямки аромареклами
- ароматична поліграфія;
- стендова ароматична реклама;
- рекламні кіно- й відео ролики, супроводжувані ароматами;
- промоакції з використанням ароматів;
- ароматичні рекламні пробники із заходом продукції на місцях їх продажів;
- ароматичне оформлення місць продажів;
- створення ароматичних сувенірів.